# 堕ちた天使 (X-ファイルのエピソード)
「堕ちた天使」（原題:Fallen Angel）は『X-ファイル』のシーズン1第10話で、1993年11月19日にFOXが初めて放送した。本エピソードは「ミソロジー」に属するエピソードである。

## スタッフ
- 監督：ラリー・ショウ
- 脚本：ハワード・ゴードン、アレックス・ガンサ

## キャスト

### レギュラー
- デイヴィッド・ドゥカヴニー - フォックス・モルダー特別捜査官
- ジリアン・アンダーソン - ダナ・スカリー特別捜査官

### ゲスト
- フレデリック・コフィン - ジョセフ・マクグラス
- スコット・ベリス - マックス・フェニング
- マーシャル・ベル - カルヴィン・ヘンダーソン大佐
- ジェリー・ハーディン - ディープ・スロート
- ブレント・ステイト - テイラー伍長
- アルヴィン・サンダース - ジェイソン・ライト

## ストーリー
ウィスコンシン州オコント郡タウンゼンドにある森にUFOが墜落した。副保安官が現場に到着したが、彼は姿の見えない何者かに殺されてしまった。その頃、空軍基地の監視用レーダーが墜落事故を捉えた。その報告を聞いたカルヴィン・ヘンダーソン大佐（UFO回収任務のベテラン）は墜落を隠蔽するための行動を開始した。
ディープ・スロートからの情報提供を受けたモルダーはタウンゼンドに向かい、墜落現場の写真を撮ったが、捕まってしまった。ヘンダーソン大佐の尋問を受けた後、モルダーは拘禁される。その牢屋の隣には、同じく潜入に失敗したNICAPのメンバー、マックス・フェニングがいた。翌朝、スカリーがモルダーを引き取りにやってきた。スカリーは「あなたの行動に業を煮やしたジョセフ・マクグラス部長がX-ファイル課の閉鎖を検討している。」「墜落したのはUFOではなく、リビアの戦闘機だと判明した」とモルダーに伝えた。モルダーは戦闘機が墜落したという説明を受け入れなかった。その頃、UFOに搭乗していた宇宙人は軍の設置したレーザーフェンスをすり抜け、市街地へと向かって行った。
2人がモルダーの宿泊するモーテルに戻ると、マックスが部屋をあさっていた。マックスはモルダーのファンで、「X-ファイル」の存在についても知っていると話す。マックスは2人を自身のエアストリームに招き入れ、2人に墜落現場から発せられた副保安官と消防隊の無線を聞かせる。2人は亡くなった保安官の妻の元を訪れた。妻は2人に政府が夫の死体を引き渡してくれず、夫の死に関しても黙っていろと脅されたと言った。2人は副保安官と消防隊員の治療に当たった医師にもあった。医師は「彼らは常識ではありえないほどひどい火傷を負って死んだ。」「火傷について口外するなと言われている。」と打ち明けてくれた。そこへ、ヘンダーソン大佐が火傷を負った兵士たちを連れてやってきた。兵士たちは、エイリアンを追い詰めて捕獲しようとしたときに襲われてしまったのだという。
モルダーがモーテルに戻ると、マックスはトレーラーの中で癲癇の発作を起こして倒れていた。モルダーはマックスの耳の後ろに妙な傷跡を発見した。その後、モルダーが過去のX-ファイルを調べると、エイリアンに誘拐された事件のうち2つでマックスと同じような傷跡が被害者にあったと分かった。スカリーはマックスのトレーラーの中で見つけた統合失調症の治療薬から、彼の話すアブダクション体験は統合失調症による妄想だと主張した。しかし、モルダーはマックスの話を信じ、「マックスは自覚していないが、彼は墜落事故が起きた日の夜にタウンゼントへ来るように誘導されたのだ」と考えた。
空軍基地のレーダーがタウンゼント上空を飛行する大きなUFOを捉えた。その頃、姿の見えないエイリアンはマックスのトレーラーに侵入し、彼を誘拐した。モルダーとスカリーがマックスのもとを訪ねると、マックスはすでにそこにはいなかった。そんなとき、トレーラーの無線傍受機が空軍の無線を傍受し、エイリアンが湖岸に向かったことが分かった。ヘンダーソン大佐の部隊がエイリアンを探し回っている頃、2人もマックスの救出に向かっていた。エイリアンを見つけた兵士2人はエイリアンに殺されてしまう。そして、エイリアンは近くの倉庫に逃げた。その倉庫の中で、モルダーはマックスを見つけたが、倉庫は軍に包囲されてしまった。モルダーは怯えるマックスを落ち着かせようとするが、エイリアンに攻撃されて負傷する。立ち上がったモルダーはマックスが光の柱の中で宙に浮いているのを目撃する。しばらくして、マックスはどこかへ消えてしまった。そこにやってきたヘンダーソン大佐の部隊によって、モルダーは逮捕される。
ワシントンD.C.に戻ったモルダーとスカリーはマクグラス部長に報告するが、部長は2人の言うことを信じなかった。部長はモルダーを厳しく叱責し、ヘンダーソン大佐がマックスの死体を倉庫近くのコンテナで見つけたという情報を突きつけた。懲罰委員会はモルダーを解雇し、X-ファイル課の閉鎖を決定するも、その決定はディープ・スロートによって覆される。ディープ・スロートは決定変更に抗議する懲罰委員に「モルダーを野に放ったら、彼の知るすべてが公になるかもしれない。そうなるくらいなら、モルダーにはFBIで捜査を続けてもらった方がよい。」とたしなめる。

## 製作
本エピソードではX-ファイル課閉鎖をたくらむ勢力の存在が暗に示されている（シーズン1の最終話「三角フラスコ」ではそれが前面に出てくる）。UFOに熱狂するマックス・フェイグは後に登場するローン・ガンメンの布石となった。なお、マックスがかぶっていたNICAPの野球帽はシーズン1第13話の「海の彼方に」でモルダーのオフィスに置かれているのが確認できる。
ワシントンD.C.でのシーンはサイモンフレーザー大学の敷地内で撮影された。使用許可の下りた範囲に必要な機材を設置するには工夫が必要だったため、撮影時には苦労したという。エイリアンの姿が見えないという設定は『プレデター』にインスパイアされたものである。製作総指揮を務めるクリス・カーターは「見える物よりも見えない物の方が怖い」と述べている。
キャスティングを担当したリン・カローはマックス・フェニグを演じたスコット・ベリスを高く評価し、「1995年に自分が担当した配役の中で、一番いい結果になった。仰天するほど素晴らしい演技だったわ。」と述べている。カーターはヘンダーソン大佐を演じたマーシャル・ベルも称賛している。また、本エピソードによって、ディープ・スロートがシリーズにおいて果たす役割の幅が広がったことも歓迎している。

## 評価
1993年11月19日、FOXは本エピソードを初めてアメリカで放映し、880万人の視聴者（510万世帯）を獲得した。
本エピソードは批評家から高い評価を受けた。『エンターテインメント・ウィークリー』は本エピソードにB+評価を下し、「とてもクールなエピソードだ。主人公2人と政府の関係を見事に表現している。」「マックス・フェニングというキャラクターはローン・ガンメンの先駆け的存在だ。」と述べている。『A.V.クラブ』のキース・フィップスも本エピソードにB+評価を下し、「強力な一本だ。」「「堕ちた天使」はシリーズ全体の主題をゆっくりと明るみに出している。」と評している。また、本エピソードにおけるマックス・フェニグの重要性については「陰謀が張り巡らされる中で必要とされた人身御供みたいなもの。」「マックスがいなければ、モルダーとスカリーは墜落したUFOを追っても何も得られなかっただろう。マックスがいることで、我々は登場人物たちが何を追いかけているのかを徐々に知ることができるのだ」と述べている。一方、『デン・オブ・ギーク』のマット・ハイは本エピソードに批判的で、「平凡な一本だ」「印象に残ることがない」「シリーズの過去の「ミソロジー」のエピソードと同じパターンをなぞっているようだ」と述べている。
ロバート・シャーマンとラース・ピアソンはその著書『Wanting to Believe: A Critical Guide to The X-Files,Millennium & The Lone Gunmen』において、本エピソードに5つ星評価で3つ星を与えている。2人は本エピソードを「比較的動きのないエピソードではあるが、それにも拘らず面白い。」と評している。また、シーズン1第4話の「導管」と比較して、本エピソードにおけるドゥカヴニーの演技と終わり近くでディープ・スロートが暗に示すモルダーを支援する両義性を帯びた理由（モルダーに情報を与える一方で、モルダーが情報を公にするのは望まない）は煙に巻いたような本エピソードの中でのハイライトであると述べている。